# Gobierno de Siria
El Gobierno de Siria, conocido también como Consejo de Ministros de Siria (en árabe, مجلس وزراء سوريا), es el órgano constitucional que ejerce el poder ejecutivo de Siria. Desde la caída del régimen de los Ásad en diciembre de 2024, el Gobierno es dirigido por Mohamed al-Bashir, que encabeza un gobierno de transición.

## Regulación constitucional
Tal y como establece la Constitución de Siria de 2012:

Sección 2 El Consejo de Ministros.
Artículo 118
 :(1) El Consejo de Ministros es el órgano ejecutivo y administrativo más alto del Estado. Está formado por el primer ministro, sus adjuntos y los ministros. Supervisa la ejecución de las leyes y regulaciones y supervisa el trabajo de las instituciones estatales.
Constitución de Siria de 2012

## Gobierno actual
El Gobierno actual de Siria lo forma un gobierno de transición, constituido tras la caída de la dinastía Ásad, el 10 de diciembre de 2024.
| Cargo                                                     | Titular                  | Afiliación    | Desde                    |
| --------------------------------------------------------- | ------------------------ | ------------- | ------------------------ |
| Ministro de Defensa                                       | Murhaf Abu Qasra         | HTS / GSNS    | 21 de diciembre de 2024  |
| Ministro de Asuntos Exteriores y Expatriados              | Asaad Hassan al-Shaybani | HTS / GSNS    | 21 de diciembre de 2024  |
| Ministro de Hacienda                                      | Riad Abd El Raouf        | Independiente | 23 de septiembre de 2024 |
| Ministro del Interior                                     | Mohammad Abdul Rahman    | HTS / GSNS    | 10 de diciembre de 2024  |
| Ministro de Justicia                                      | Shadi al-Waisi           | HTS / GSNS    | 10 de diciembre de 2024  |
| Ministro de Economía y Comercio Exterior                  | Basel Abdul Aziz         | HTS / GSNS    | 10 de diciembre de 2024  |
| Ministro de Agricultura y Reforma Agraria                 | Mohammad al-Ahmad        | HTS / GSNS    | 10 de diciembre de 2024  |
| Ministro de Información                                   | Mohammad al-Omar         | HTS / GSNS    | 10 de diciembre de 2024  |
| Ministro de Donaciones (Awqaf)                            | Hussam Haj Hussein       | HTS / GSNS    | 10 de diciembre de 2024  |
| Ministro de Sanidad                                       | Mazen Dukhan             | HTS / GSNS    | 10 de diciembre de 2024  |
| Ministro de Educación                                     | Nazir al-Qadri           | HTS / GSNS    | 10 de diciembre de 2024  |
| Ministro de Educación Superior e Investigación Científica | Abdel Moneim Abdel Hafez | HTS / GSNS    | 10 de diciembre de 2024  |
| Ministro de Desarrollo Administrativo                     | Fadi al-Qassem           | HTS / GSNS    | 10 de diciembre de 2024  |
| Ministro de Administración Local y Medio Ambiente         | Mohamed Muslim           | HTS / GSNS    | 10 de diciembre de 2024  |
| Ministro de Electricidad                                  | Omar Shaqrouq            | HTS / GSNS    | 10 de diciembre de 2024  |
| Directora de la Oficina para Asuntos de las Mujeres       | Aisha al-Dibs            | HTS / GSNS    | 22 de diciembre de 2024  |